# Saint-Laurent-d'Onay
Saint-Laurent-d'Onay è un comune francese di 136 abitanti situato nel dipartimento della Drôme della regione dell'Alvernia-Rodano-Alpi.

## Società

### Evoluzione demografica
Abitanti censiti